# Simon Heinrich Musäus
Simon Heinrich Musäus (* 19. Juli 1655 in Rinteln; † 11. September 1711 in Kiel) war ein deutscher Professor für Natur- und Völkerrecht.

## Leben und Wirken
Simon Heinrich Musäus war ein Sohn des Theologen Peter Musaeus und dessen Ehefrau Anna Margaretha Sannemann (* 18. Dezember 1637 in Derneburg; † 25. Dezember 1662 in Rinteln). Er hatte zwei Brüder. 1671 begann er ein Studium der Jurisprudenz an der Universität Kiel. Zu seinen Lehrern gehörten Erich Mauritius, Samuel Rachel, Nicolaus Martini und Daniel Georg Morhof. Danach wechselte er gemeinsam mit Graf Ronoff an die Universität Jena und später an die Universität Gießen. Hier wurde er am 16. Dezember 1680 Litentiat der Rechte.
Nach Studienende reiste Musäus nach Belgien, Frankreich und England. Danach ging er zurück nach Kiel, wo er am 14. März 1682 mit einem herzoglichen Reskript die Lehrerlaubnis für juristische Vorlesungen und eine Exspektanz bei freiwerdender Stelle erhielt. Am 8. August 1682 bekam er an der Philosophischen Fakultät der Kieler Universität eine außerordentliche Professur für Natur- und Völkerrecht. Am 29. Oktober 1688 kam eine außerordentliche Professur und die Berufung zum Assessor der Juristischen Fakultät hinzu. 1689 erhielt er einen Ruf als ordentlicher Professor für Natur- und Völkerrecht der Philosophischen Fakultät. Dort blieb er bis zum 4. Juni 1692, als er als ordentlicher Professor der Institutionen an die Juristische Fakultät wechselte.
Musäus sprach in seinen Vorlesungen unter anderem über „De jure belli et pacis“ von Hugo Grotius, die Institutionen des Justinian, das „Examen institutionum imperalium“ von Thomas Hobbes, die „Institutiones juris Canonici“ von Johann Schilter oder die „Dissertationen“ von Bernard Sutholt. Er baute seine Vorlesungen insbesondere auf den Grundsätzen auf, die Grotius in seinem Werk beschrieben hatte. Dabei hob er den Pragmatismus des Naturrechts hervor.
Musäus, der als Humanist galt, versuchte, mit im Naturrecht zu findenden Thesen strittige Rechtsfragen unmittelbar zu lösen und wendete diese auch bei zivilistischen und strafrechtlichen Konflikten an. Somit standen im Naturrecht für Personen, die Entscheidungen treffen mussten, materielle Kriterien im Mittelpunkt.
In seinen Schriften ist zu sehen, dass Musäus Grotius zugewandt war. Er schrieb zu konkreten Naturrechtssätzen und deren Auswirkungen auf das reale Staats- und Völkerleben. Bei den im Naturrecht zu findenden Antinomien zwischen Wille und Vernunft sowie Existenz und Idee entschied er sich für Vernunft und Idee.

## Familie
Musäus heiratete in erster Ehe 1686 Anna Margareta Schröder, mit der er einen Sohn hatte. Nach dem Tod seiner ersten Ehefrau im Jahr 1690 heiratete er 1692 in zweiter Ehe Anna Deging, verwitwete Heldberg. Das Ehepaar bekam vier Söhne und vier Töchter.